# Tomotaka Tasaka
Tomotaka Tasaka (田坂具隆, Tasaka Tomotaka), né le 14 avril 1902 et mort le 17 octobre 1974, est un réalisateur et scénariste japonais.

## Biographie
Tomotaka Tasaka entre à la Nikkatsu (au studio Nikkatsu Taishogun de Kyoto) en 1924 en tant qu'assistant réalisateur et réalise son premier film Récit tumultueux du potiron deux ans plus tard, en 1926.
D'abord cinéaste de commande, il réalise des films d'action, des comédies brillantes (La Jeune Fille aux bulles de savon en 1927) et des mélodrames (Histoire de mon cœur en 1931).
Après l'avènement du cinéma parlant, il développe un style d'un réalisme sincère, il excelle à tourner des keiko-eiga (films à caractère contestataire), des mélodrames sentimentaux mettant en scène Takako Irie (Le Messager de la lune en 1934, Une femme de Meiji en 1935) ainsi que des films qui s'interrogent sur le sens de la vie (Le Chemin de la vérité en 1937).
Par la suite il s'impose comme une figure emblématique de l'industrie cinématographique japonaise pendant la guerre avec des films comme Les Cinq Éclaireurs (1938), Terre et soldats (1939) — qui exalte le militarisme mais qui n'en est pas moins empreint d'un certain réalisme, il montre la guerre avant tout comme une longue marche pleine de souffrances — ou encore La Marine militaire (1943).

Tomotaka Tasaka en 1959.

Le 6 août 1945, Tomotaka Tasaka est cantonné avec son bataillon à Hiroshima, il échappe de peu à la mort, le destin ayant voulu qu'il soit aux toilettes au moment de l'explosion nucléaire . Exposé aux radiations, il combat la maladie et ne revient à la réalisation qu'en 1949 avec « Doburoku no Tatsu », tourné pour la Daiei.
Dans les années 1950 et 1960, il travaille dans plusieurs studios, formant des stars comme Yūjirō Ishihara, Kinnosuke Nakamura et Yoshiko Sakuma. Il laisse également derrière lui de nombreux chefs-d'œuvre, dont L'Enfant favori de la bonne (1955), Une ruelle sous le soleil (1958) pour lequel il remporte le prix Blue Ribbon du meilleur réalisateur, Le Menuisier et ses enfants (1962) et Pavillon dans le brouillard du soir (1963). Son attention constante aux "petits" et aux "faibles" dans ses films résonne comme une source d'encouragement pour ceux qui s'efforcent de vivre une vie vertueuse et sincère. 
Son plus ancien film encore visible de nos jours est La Ville de l'amour (愛の町, Ai no machi, 1928), un film muet ouvertement inspiré par En Famille d'Hector Malot, et par « une certaine DeMille touch » selon Max Tessier,.
Il a réalisé plus de 60 films et écrit une dizaine de scénarios entre 1925 et 1968.

### Vie privée
Tomotaka Tasaka s'est marié avec l'actrice Hisako Takihana et son frère est le réalisateur Katsuhiko Tasaka (en) (1914-1979).

## Filmographie
Sauf indication contraire, les titres en français se basent sur la filmographie de Tomotaka Tasaka dans l'ouvrage Le Cinéma japonais de Tadao Satō.

### Années 1920

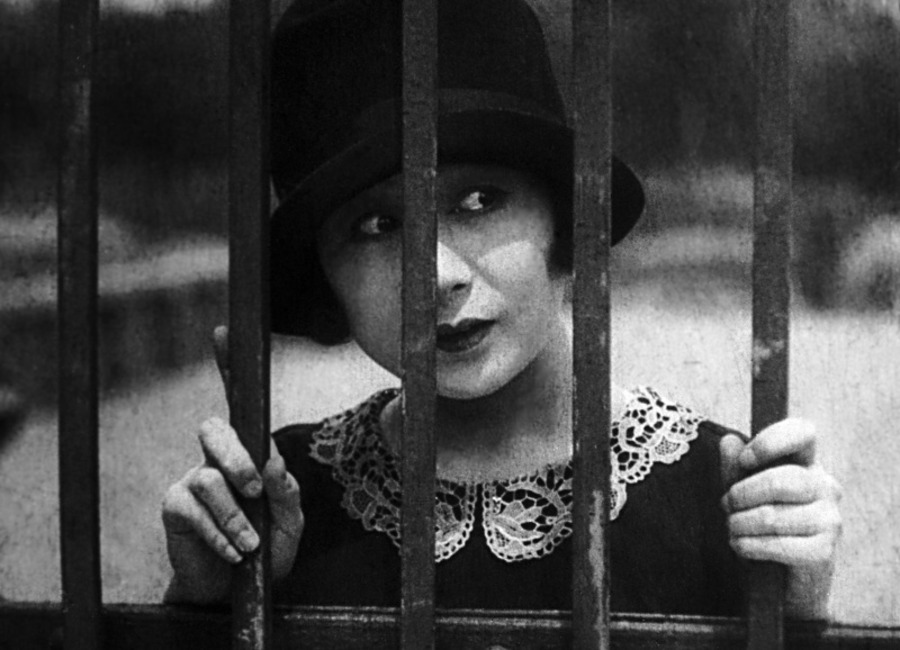
Shizue Natsukawa dans La Ville de l'amour (1928).

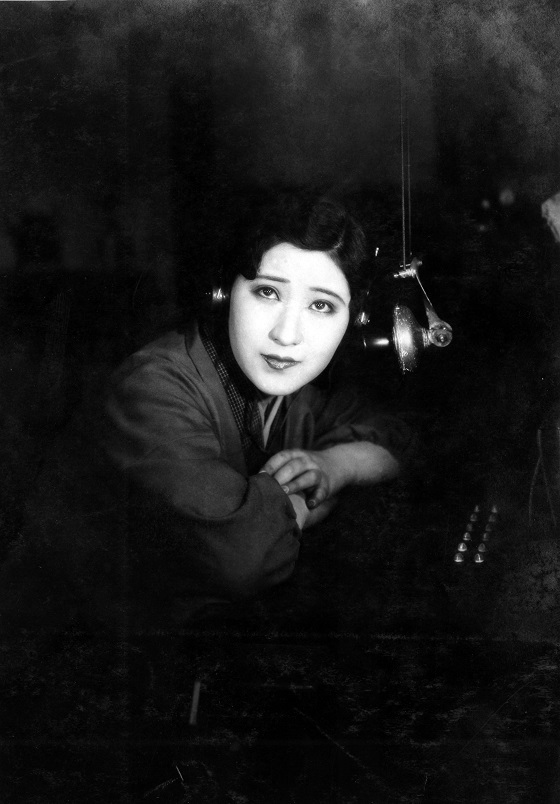
Takako Irie dans Paysage d'amour (1929).

- 1926 : Récit tumultueux du potiron (かぼちゃ騒動記, Kabocha sōdoki?)
- 1926 : 300 lieues à la recherche de la mère (母を尋ねて三百里, Haha o tazunete sanbyakuri?)
- 1926 : Les Vicissitudes de la passion amoureuse (情熱の浮沈, Jōnetsu no fuchin?)
- 1926 : Un homme en pleine forme (意気天を衝く, Ikiten o tsuku?)
- 1926 : Le Trésor de l'amour (死の宝庫, Shi no hōko?), coréalisé avec Seiichi Ina (film en trois parties)
- 1927 : Le Journaliste aux bras de fer (鉄腕記者, Tetsuwan kisha?)
- 1927 : Le Guerrier de la justice (正義の勇者, Seiji no yūsha?)
- 1927 : Le Faucon noir (黒鷹丸, Kurotaka maru?)
- 1927 : Les Enfants terribles du mont Ari (阿里山の侠児, Arisan no kyōji?)
- 1927 : Histoire complète d'un couple (夫婦全集, Fūfu zenshū?)
- 1927 : La Jeune Fille aux bulles de savon (しゃぼん娘, Shabon musume?)
- 1927 : Renaissance (更生, Kōsei?)
- 1928 : Duo de mariage (結婚二重奏, Kekkon nijūsō?)
- 1928 : L'Époque sans fusil (無鉄砲時代, Muteppō jidain?)
- 1928 : La Terre tourne I (地球は廻る 第一部 過去篇, Chikyu wa mawaru: Dai-ichi-bu Kako hen?)
- 1928 : La Ville de l'amour (愛の町, Ai no machi?)[9],[12]
- 1928 : Un marin inoubliable (思ひ出の水夫, Omoide no suifu?)
- 1929 : Le Banquet I (響宴 第一篇, Kyoen: Daiippen?)
- 1929 : Moi et elle (私と彼女, Watashi to kanojo?)
- 1929 : La Marche de la Nikkatsu (日活行進曲 工場記活劇篇, Nikkatsu kōshinkyoku: Kōjōki katsugeki hen?)
- 1929 : Paysage d'amour (愛の風景, Ai no fūkei?)[13]
- 1929 : Le Roi des nuages (雲の王座, Kumo no ōza?)

### Années 1930
- 1930 : Regarde cette mère (この母を見よ, Kono haha o miyo?)

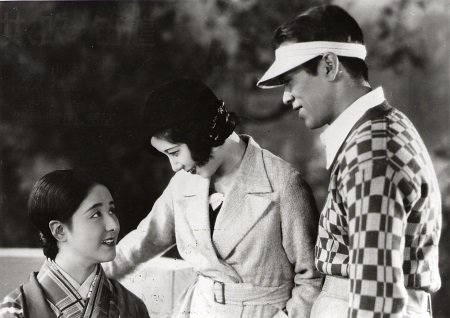
Hisako Takihana (à gauche) et Shizue Natsukawa (au centre) dans La fille qui joue de la flûte (1932).

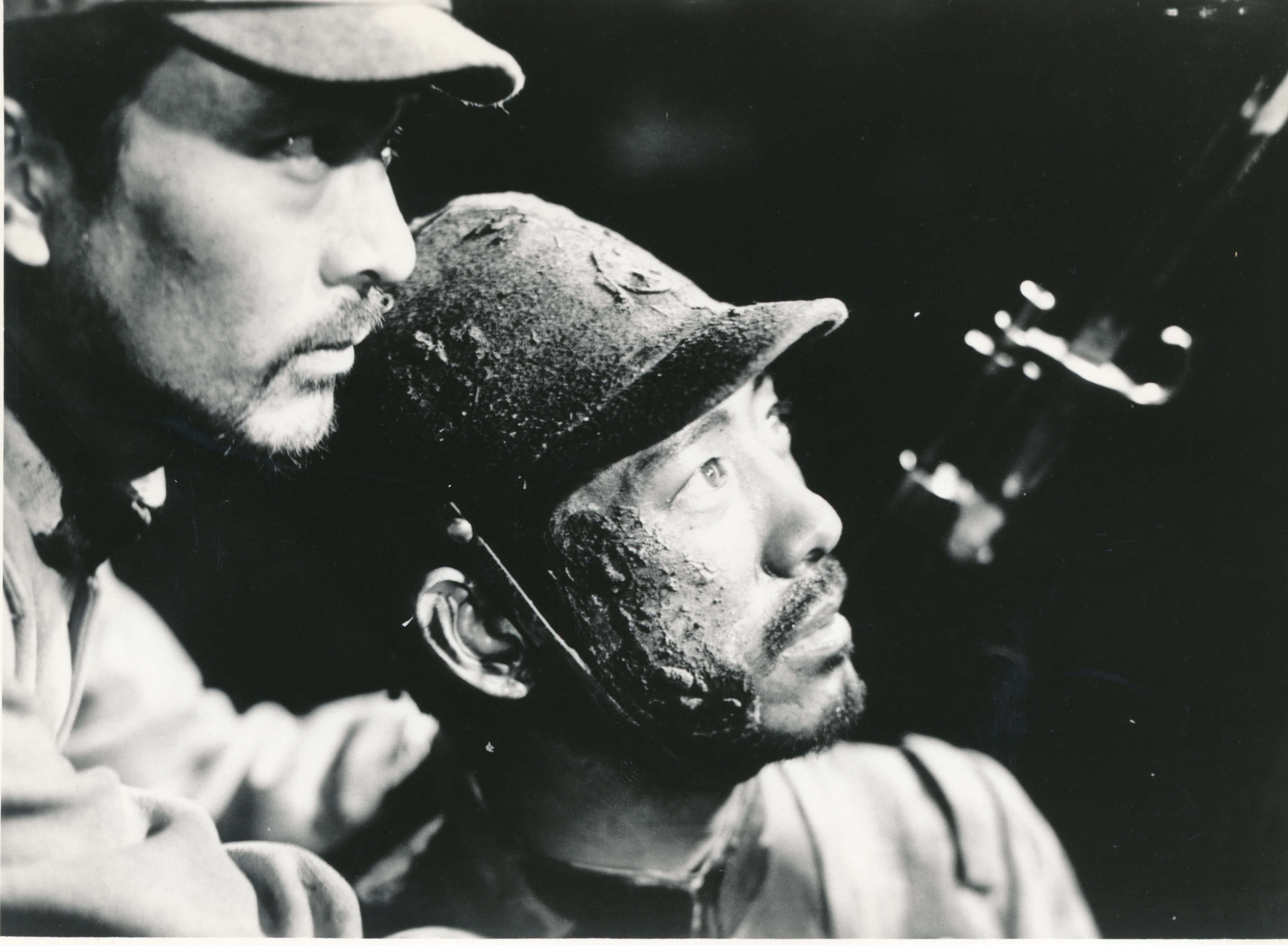
Scène du film Les Cinq Éclaireurs (1938).

- 1931 : Souffle, brise de printemps (吹けよ春風, Fukeyo harukaze?)
- 1931 : Le Chant de l'insecte (かんかん虫は唄ふ, Kankanmushi wa utau?)
- 1931 : Histoire de mon cœur I (心の日月 烈日篇, Kokoro no jitsugetsu: Retsujitsu hen?)
- 1931 : Histoire de mon cœur II (心の日月 月光篇, Kokoro no jitsugetsu: Gekko hen?)
- 1932 : La fille qui joue de la flûte (鳩笛を吹く女, Hatobue o fuku onna?)[14]
- 1932 : Le Printemps et la jeune fille (春と娘, Haru to musume?)
- 1932 : Le Nouveau Groupe de Showa (昭和新撰組, Shōwa Shinsengumi?) co-réalisé avec Minoru Murata
- 1934 : Le Messager de la lune (月よりの使者, Tsukiyori no shisha?)
- 1935 : Une femme de Meiji (明治一代女, Meiji ichidai onna?)
- 1936 : La Rose du souvenir (追憶の薔薇 前後篇, Tsuioku no bara?) (film en deux parties)
- 1937 : Le Chemin de la vérité : Le Père (真実一路 父の巻, Shinjitsu ichiro: Chichi no maki?)
- 1937 : Le Chemin de la vérité : La Mère (真実一路 母の巻, Shinjitsu ichiro: Haha no maki?)
- 1938 : Les Cinq Éclaireurs (五人の斥候兵, Gonin no sekkōhei?)[15]
- 1938 : Des pierres sur le chemin (路傍の石, Robō no ishi?)[16]
- 1939 : Bruits d'avion (爆音, Bakuon?)[17]
- 1939 : Bombardements (空襲, Kūshū?) co-réalisé avec Kenjirō Morinaga
- 1939 : Terre et soldats (土と兵隊, Tsuchi to heitai?)[18]

### Années 1940
- 1941 : Toi et moi (君と僕, Kimi to boku?)
- 1942 : La Mère et mon enfant (母子草, Hahakogusa?)
- 1943 : La Marine militaire (海軍, Kaigun?)
- 1945 : Le Chant de la victoire (必勝歌, Hisshōka?) co-réalisé avec Masahiro Makino, Hiroshi Shimizu et Kenji Mizoguchi
- 1949 : Doburoku no Tatsu (どぶろくの辰?)

### Années 1950

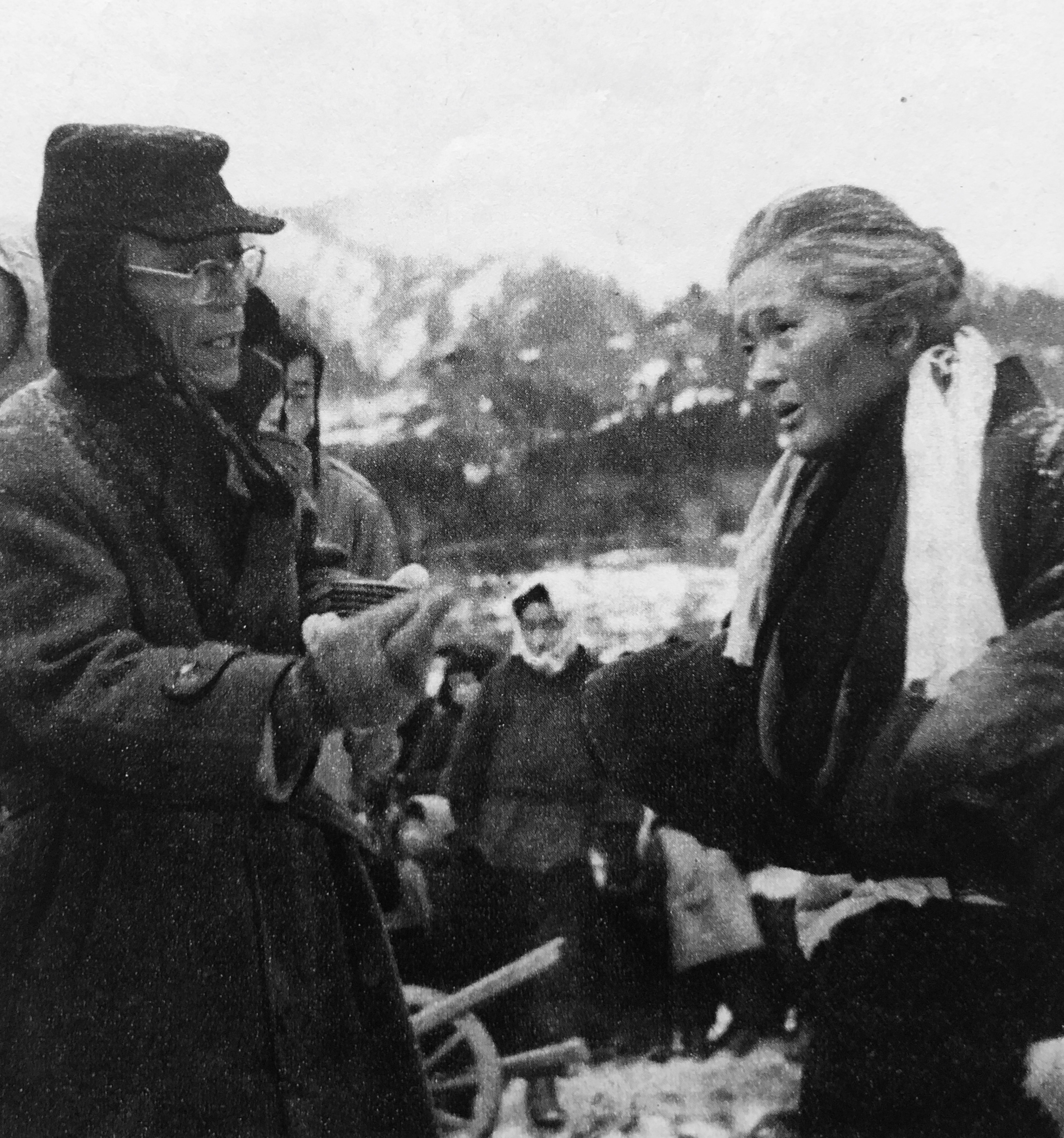
Tomotaka Tasaka et Tanie Kitabayashi sur le tournage de L'Enfant favori de la bonne (1955).

- 1950 : Bokura no yume (ぼくらのゆめ?) co-réalisé avec Fumindo Kurata (documentaire tourné à Hiroshima)[19]
- 1951 : Le Perce-neige (雪割草, Yukiwarisō?)
- 1952 : Je n'oublierai pas la chanson de Nagasaki (長崎の歌は忘れじ, Nagasaki no uta wa wasureji?)
- 1955 : L'Enfant favori de la bonne[20] ou Le Chouchou de la bonne[21] (女中ッ子, Jochūkko?)
- 1956 : La Voiture d'enfant (乳母車, Ubaguruma?)
- 1957 : La Vie d'aujourd'hui (今日のいのち, Kyō no inochi?)
- 1958 : Une ruelle sous le soleil (陽のあたる坂道, Hi no ataru sakamichi?)[22]
- 1959 : Le Cours du jeune fleuve (若い川の流れ, Wakai kawa no nagare?)[23]

### Années 1960
- 1960 : Shinran (親鸞, Shinran?)
- 1960 : Shinran II (続親鸞, Zoku shinran?)
- 1961 : L'Enfant nu (はだかっ子, Hadakakko?)
- 1962 : Le Menuisier et ses enfants (ちいさこべ, Chiisakobe?) (film en deux parties)
- 1963 : Pavillon dans le brouillard du soir (五番町夕霧楼, Gobanchō yūgirirō?)[24]
- 1964 : Le Requin (鮫, Same?)
- 1965 : Osan et son père mangent du riz froid (冷飯とおさんとちゃん, Hiyameshi to Osan to-chan?)
- 1966 : Le Lac des larmes (湖の琴, Mizuumi no koto?)
- 1968 : Sukurappu shūdan (スクラップ集団?)

### Comme scénariste
(Sous le nom de plume de Yashirō Takashige (高重屋四郎))
- 1940 : Machi no tamashii (街の魂?) de Ren Yoshimura (ja) et Masahisa Sunohara (ja)[19]

## Distinctions
Sauf indication contraire, les informations mentionnées dans cette section peuvent être confirmées par la base de données cinématographiques IMDb,  présente dans la section « Liens externes ».

### Récompenses
- 1938 : coupe du Ministère de la culture populaire pour Les Cinq Éclaireurs au festival de Venise[25],[26]
- 1939 : prix Kinema Junpō du meilleur film pour Les Cinq Éclaireurs[27]
- 1959 : prix Blue Ribbon du meilleur réalisateur pour Une ruelle sous le soleil[5]

### Sélections
- 1938 : coupe Mussolini du meilleur film pour Les Cinq Éclaireurs au festival de Venise[26]
- 1957 : Lion d'or du meilleur film pour La Voiture d'enfant au festival de Venise[28]

## Postérité
En 2024, à l'occasion du cinquantième anniversaire de la mort de Tomotaka Tasaka, le National Film Archive of Japan consacre au réalisateur une large rétrospective de son oeuvre,.